# Eliasz (Wiatlin)
Eliasz, imię świeckie: Ilja Iwanowicz Wiatlin (ur. 12 lutego?/24 lutego 1867 w Karinskim, zm. 5 kwietnia 1938 na poligonie Butowo) – rosyjski mnich prawosławny, nowomęczennik.
Pochodził z rodziny chłopskiej. Pracował jako tkacz w fabryce w Aleksandrowie. Po śmierci żony, w 1920 złożył wieczyste śluby mnisze w pustelni Narodzenia Matki Bożej w Łukianowie. W klasztorze tym przebywał przez dwanaście lat, do momentu, gdy został on zlikwidowany przez władze radzieckie. Mnich Eliasz został w tym samym roku wyświęcony na kapłana i został proboszczem w jednej z czynnych jeszcze cerkwi Aleksandrowa. Do 1937 władze stalinowskie zamknęły wszystkie świątynie w mieście, duchowny wyjechał zatem do wsi Jeremiejewo (rejon istriński obwodu moskiewskiego), gdzie służył w cerkwi Wniebowstąpienia Pańskiego. 28 lutego 1938 został aresztowany o prowadzenie agitacji kontrrewolucyjnej. 2 marca 1938 został skazany na śmierć, a następnie rozstrzelany na poligonie Butowo i pochowany w masowym grobie.
25 marca 2004 kanonizowany jako jeden z Soboru Świętych Nowomęczenników i Wyznawców Rosyjskich.